# 渦潮號列車
渦潮號列車（日语： Uzushio）是四國旅客鐵道（JR四國）運行的特急列車，主要運行於高松站和德島站之間的高德線路段，過往亦有少部份班次由高松站伸延至岡山站，途經瀨戶大橋線（包括宇野線、本四備讚線及予讚線）。列車名稱來自鳴門海峽附近所發生的漩渦現象而以平假名命名，其車徽標誌為漩渦圖像。

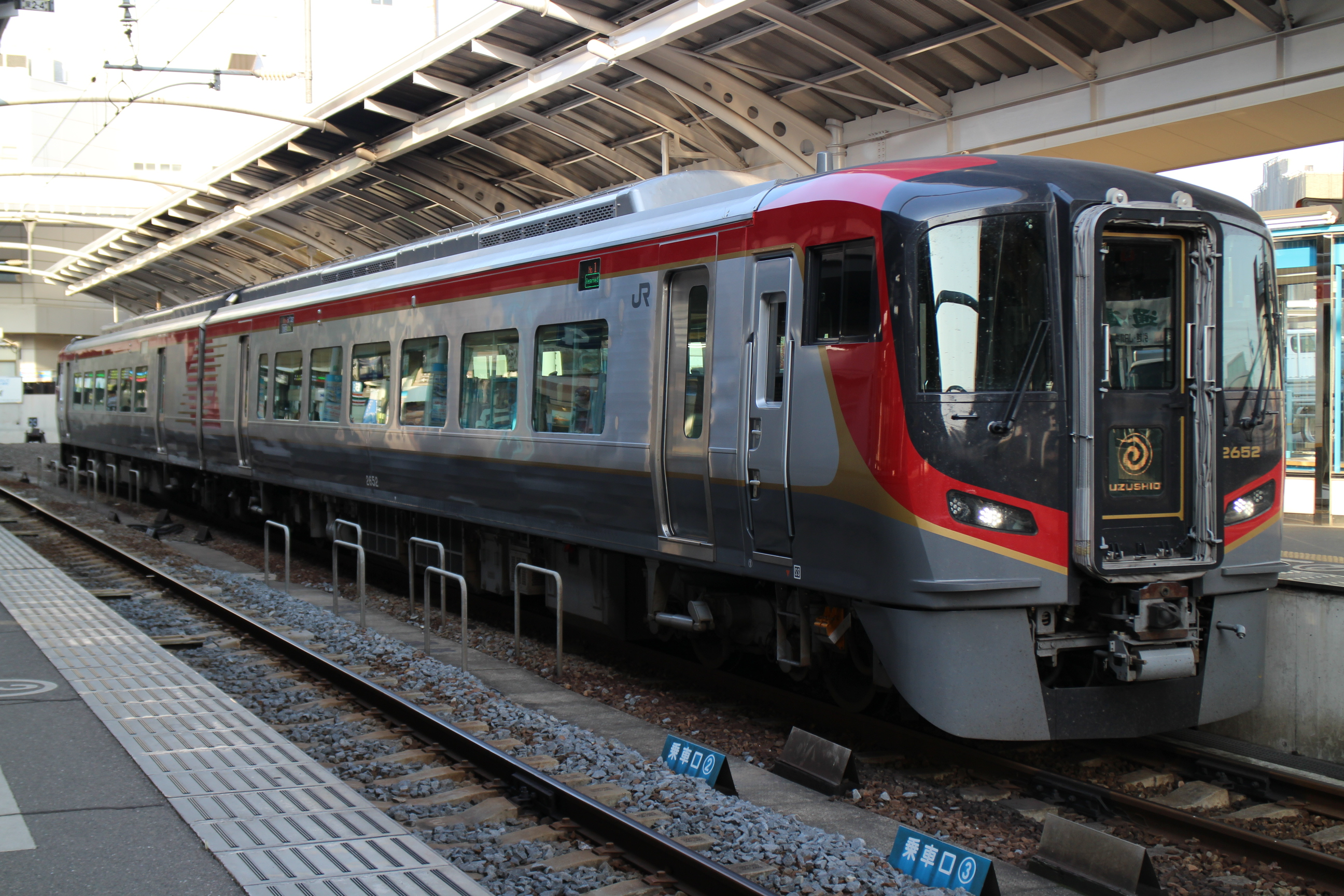
2600系及2700系所採用的電子式車徽。

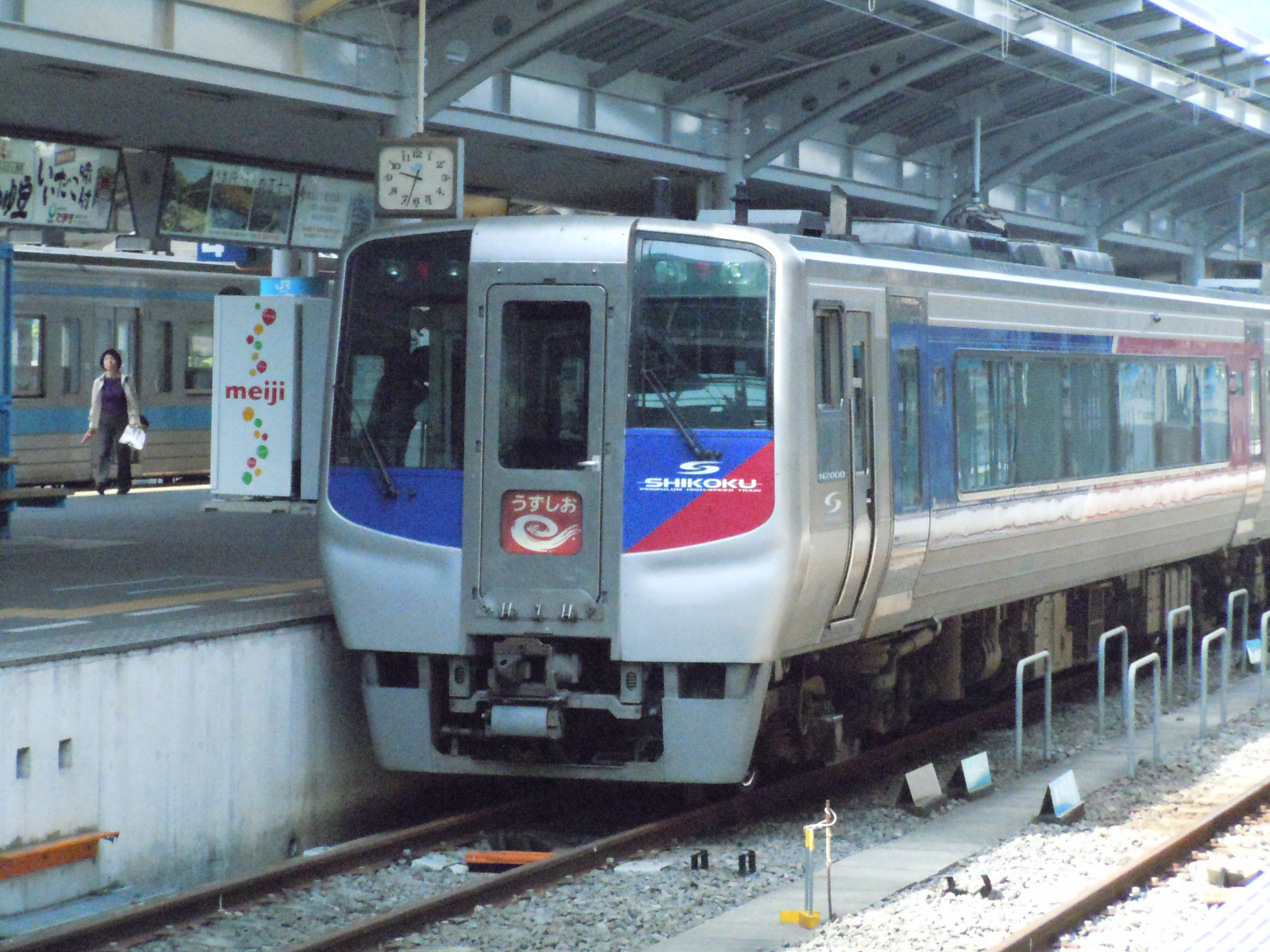
2000系及N2000系所採用的布幕式車徽。

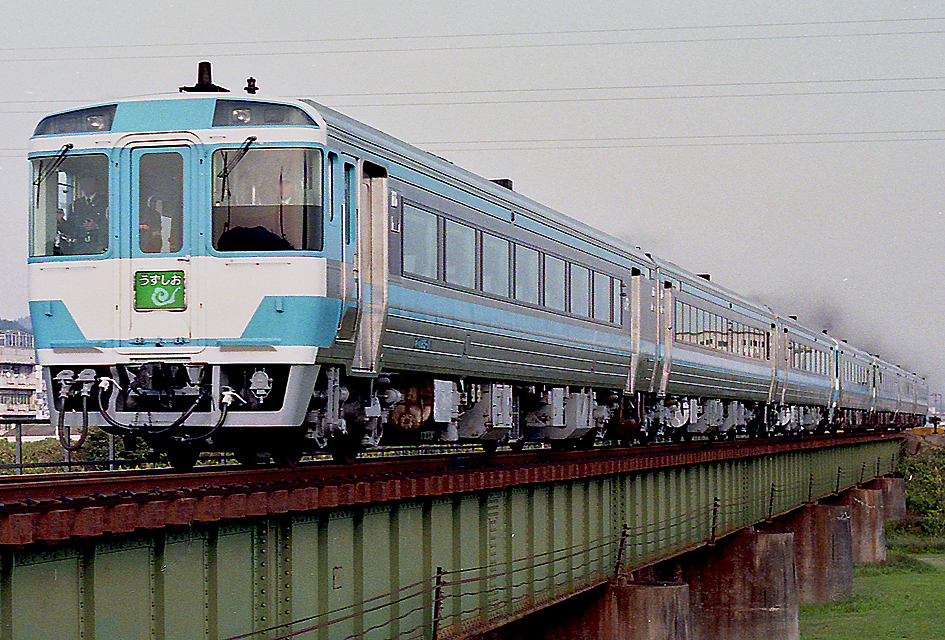
185系現時所採用的懸掛式車徽。

## 概要
作為香川縣及德島縣之間的城際列車，1988年4月10日隨本四備讃線開通時，把原來服務此路段的急行列車「阿波」昇格為特急列車，但是，由於「阿波」的前身是來自準急列車「室戶」，而「室戶」是可以直通至牟岐線的牟岐站，為解決這問題，1990年11月時，牟岐線的服務轉移由劍山替代，自此「渦潮」便統一服務至德島站為止。
另外，在本州島於1961年至1972年期間，也有名為「渦潮」的列車，是來往大阪站及宇野站的特急列車。該列車以宇高連絡船接駁至四國的列車稱呼，並非駛進四國島，亦和現時的列車沒有任何關連。

## 運行概況
根據2025年度時間表改正後的班次，每日「渦潮」下行往德島方向為為17班，上行往高松為15班。班次數量與島內另一條柴聯車特級列車「宇和海」相約，並列現時日本國內班次最多的柴聯特急列車。過往曾有開往岡山的班次，當到達高松後，因為其終端式月台配置，駕駛員需要轉換駕駛方向，然後在宇多津站與「南風」併結，並再一次轉換駕駛方向後駛進瀨戶大橋，反之亦然。這種需要兩度調換駕駛方向的定期特急列車，隨駛入岡山的安排取消後，現時只剩下「九州横斷特急」中的立野站（採用三段式折返式路線）有相關安排。

### 停車站
- （括號內）車站為部份班次停車

高松↔栗林↔屋島↔志度↔（Orange Town）↔（讚岐津田）↔三本松↔（讚岐白鳥）↔引田↔板野↔（池谷）↔（勝瑞）↔德島
詳細列車停靠方式如下（2025年度）：
- ●：停車
- －：通過
- 空格：非服務範圍

#### 下行
| 運行本数＼車站名 | 高松 | 栗林 | 屋島 | 志度 | Orange Town | 讚岐津田 | 三本松 | 讚岐白鳥 | 引田 | 板野 | 池谷 | 勝瑞 | 德島 | 表列所需時間（分鐘） |
| ---------------- | ---- | ---- | ---- | ---- | ----------- | -------- | ------ | -------- | ---- | ---- | ---- | ---- | ---- | -------------------- |
| 1號              | ●    | ●    | ●    | ●    | ●           | —        | ●      | —        | ●    | ●    | ●    | ●    | ●    | 79                   |
| 3號              | ●    | ●    | ●    | ●    | ●           | ●        | ●      | ●        | ●    | ●    | ●    | ●    | ●    | 70                   |
| 5號              | ●    | ●    | ●    | ●    | —           | —        | ●      | ●        | ●    | ●    | ●    | ●    | ●    | 72                   |
| 7號              | ●    | ●    | ●    | ●    | —           | —        | ●      | —        | ●    | ●    | ●    | —    | ●    | 66                   |
| 9號              | ●    | ●    | ●    | ●    | —           | —        | ●      | —        | ●    | ●    | ●    | —    | ●    | 66                   |
| 11號             | ●    | ●    | ●    | ●    | —           | —        | ●      | —        | ●    | ●    | ●    | —    | ●    | 66                   |
| 13號             | ●    | ●    | ●    | ●    | —           | —        | ●      | —        | ●    | ●    | ●    | —    | ●    | 66                   |
| 15號             | ●    | ●    | ●    | ●    | —           | —        | ●      | —        | ●    | ●    | ●    | —    | ●    | 66                   |
| 17號             | ●    | ●    | ●    | ●    | —           | —        | ●      | —        | ●    | ●    | ●    | —    | ●    | 66                   |
| 19號             | ●    | ●    | ●    | ●    | —           | —        | ●      | —        | ●    | ●    | ●    | —    | ●    | 66                   |
| 21號             | ●    | ●    | ●    | ●    | —           | —        | ●      | —        | ●    | ●    | ●    | —    | ●    | 67                   |
| 23號             | ●    | ●    | ●    | ●    | —           | —        | ●      | —        | ●    | ●    | ●    | —    | ●    | 67                   |
| 25號             | ●    | ●    | ●    | ●    | ●           | —        | ●      | ●        | ●    | ●    | —    | ●    | ●    | 67                   |
| 27號             | ●    | ●    | ●    | ●    | ●           | ●        | ●      | —        | ●    | ●    | ●    | ●    | ●    | 70                   |
| 29號             | ●    | ●    | ●    | ●    | —           | ●        | ●      | ●        | ●    | ●    | ●    | —    | ●    | 70                   |
| 31號             | ●    | ●    | ●    | ●    | —           | ●        | ●      | ●        | ●    | ●    | ●    | ●    | ●    | 70                   |
| 33號             | ●    | ●    | ●    | ●    | ●           | ●        | ●      | ●        | ●    | ●    | —    | ●    | ●    | 72                   |
| 總班次           | 17   | 17   | 17   | 17   | 5           | 5        | 17     | 6        | 17   | 17   | 15   | 7    | 17   |                      |

#### 上行
| 運行本数＼車站名 | 德島 | 勝瑞 | 池谷 | 板野 | 引田 | 讚岐白鳥 | 三本松 | 讚岐津田 | Orange Town | 志度 | 屋島 | 栗林 | 高松 | 表列所需時間（分鐘） |
| ---------------- | ---- | ---- | ---- | ---- | ---- | -------- | ------ | -------- | ----------- | ---- | ---- | ---- | ---- | -------------------- |
| 2號              | ●    | ●    | ●    | ●    | ●    | ●        | ●      | ●        | ●           | ●    | ●    | ●    | ●    | 74                   |
| 4號              | ●    | ●    | ●    | ●    | ●    | ●        | ●      | ●        | ●           | ●    | ●    | ●    | ●    | 75                   |
| 6號              | ●    | ●    | ●    | ●    | —    | ●        | ●      | —        | —           | ●    | ●    | ●    | ●    | 67                   |
| 8號              | ●    | —    | ●    | ●    | ●    | —        | ●      | —        | —           | ●    | ●    | ●    | ●    | 66                   |
| 10號             | ●    | —    | ●    | ●    | ●    | —        | ●      | —        | —           | ●    | ●    | ●    | ●    | 66                   |
| 12號             | ●    | —    | ●    | ●    | ●    | —        | ●      | —        | —           | ●    | ●    | ●    | ●    | 66                   |
| 14號             | ●    | —    | ●    | ●    | ●    | —        | ●      | —        | —           | ●    | ●    | ●    | ●    | 66                   |
| 16號             | ●    | —    | ●    | ●    | ●    | —        | ●      | —        | —           | ●    | ●    | ●    | ●    | 66                   |
| 18號             | ●    | —    | ●    | ●    | ●    | —        | ●      | —        | —           | ●    | ●    | ●    | ●    | 66                   |
| 20號             | ●    | —    | ●    | ●    | ●    | —        | ●      | —        | —           | ●    | ●    | ●    | ●    | 66                   |
| 22號             | ●    | —    | ●    | ●    | ●    | —        | ●      | —        | —           | ●    | ●    | ●    | ●    | 66                   |
| 24號             | ●    | —    | ●    | ●    | ●    | —        | ●      | —        | —           | ●    | ●    | ●    | ●    | 66                   |
| 26號             | ●    | —    | ●    | ●    | ●    | —        | ●      | —        | ●           | ●    | ●    | ●    | ●    | 66                   |
| 28號             | ●    | ●    | —    | ●    | ●    | ●        | ●      | ●        | —           | ●    | ●    | ●    | ●    | 69                   |
| 30號             | ●    | ●    | —    | ●    | ●    | —        | ●      | —        | —           | ●    | ●    | ●    | ●    | 68                   |
| 總班次           | 15   | 5    | 13   | 15   | 15   | 4        | 15     | 3        | 3           | 15   | 15   | 15   | 15   |                      |

### 使用車輛、編成
渦潮號列車所使用的車輛及車廂，基本上都是從高松運轉所所指派的，原因是另一端的德島運轉所並沒有配属特急型列车。所使用的車型有：

#### 固定用車[3]
- 2600系

2017年投入服務，全數4輛車廂皆服務本線，以2列2輛編成的形成行駛。1日對開4來回。
- 2700系

2019年起投入服務，以取代開始老化的2000系列車，現時服務超過一半的班次。以2輛編成或3輛編成形成組成。而早上繁忙時間開出的下行「渦潮4號」班次，因客量較多，所以是由2輛編成及3輛編成各1列，併結成為5輛編成的列車行走。特別一提的是：由於有相當部份的高德線月台的有效長度只有4輛，而「渦潮4號」是一班停靠所有特急車站的班次，所以除德島、栗林和高松三站外，在其餘停車站時乘務員會啟動選擇性車門操作，使最後一節車廂的車門不會打開。

#### 非固定用車
- 2000系、N2000系

2020年7月起退出作為常規列車用途，但當2600系或2700系列車需要作例行檢驗時，就可能會以2000系替代有關班次。
- KiHa185系

退出前每天只有1來回（9號及32號），用作前往德島站支援「劍山」或「室戶」前及完成當日工作後返回高松運轉所時使用。平日採用2輛編成，周末時會於中間加插1節「悠悠麵包超人」（ゆうゆうアンパンマンカー）車廂，成為3輛編成。

### 臨時列車

#### 阿波舞號列車
每年8月12-15日於德島市舉行的阿波舞祭期間，均會在定期「渦潮」班次後加開此臨時列車疏導乘客，現時採用全數4輛2600系列車廂行走。2016年前，當阿波舞號到達高松站後，原列列車將會變更為定期予讚線深宵列車深夜高松特急繼續服務，該數天的開出時間亦比平日稍為延後。2016年起，原車直通的安排取消，乘客需在高松站轉換另一列列車。
2017年，「阿波舞號」曾增設了下午的下行去程班次，以及1班比過往稍早開出的上行回程班次，稱為「阿波舞1號」及「阿波舞2號」，而一直以來的原班次則稱為「阿波舞4號」。阿波舞1號及2號的停車站比任何一班的定期「渦潮」為少，但行車時間卻是最長，反而原來班次較遲開出、停站數目多，但行車時間反而更少，都使人覺得這對加開班次並非物超所值，所以有關安排只實行了1年便終止。
停車站（粗體為2017年加開班次的停車站）
德島站 → 池谷站 → 板野站 → 引田站 → 三本松站 → 讚岐津田站 → 志度站 → 屋島站 → 栗林站 → 高松站

#### 藥王寺號列車
只限元旦期間開出，以方便乘客前往藥王寺參拜而開設，來回各1班。過往都是由高松站開出，並併結在185系用車的渦潮號班次至德島站，解結後再駛進牟岐線內至日和佐站。回程則併結入2000系渦潮號內再返回高松。2020年起，藥王寺號更改行車路線為只來往德島及牟岐之間，亦提早發車時間，不過服務日數則由元旦首三天延長至元旦首五天
停車站
2020年起
德島站 - 南小松島站 - 羽之浦站 - 阿南站 - 由岐站 - 日和佐站 - 牟岐站
2019年或以前
高松站 - 栗林站 - 屋島站 - 志度站 - 讚岐津田站 - 三本松站 - 引田站 - 板野站 - 板東站（部份日期臨時加停） - 池谷站 - 德島站 - 南小松島站 - 羽之浦站 - 阿南站 - 由岐站 - 日和佐站

## 歷史
只列舉與本列車相關的資料

### 至2000年
- 1988年：

- 4月10日：來往高松站～德島站之間的急行列車「阿波」昇格為特急列車「渦潮」，全列車均為自由席。共11來回，其中1來回亦因瀨戶大橋線開通而延伸至岡山站。而直通牟岐線的急行列車「室戶」則改稱為「阿波」。

- 最初，所有班次的列車都以2輛編成運行，成為了日本國鐵及JR有史以來最短編成的特急列車。後來特意把來回岡山站的列車增至3輛編成。

- 9月：來回岡山站的列車增至每日2來回。

- 1989年7月：因瀨戶大橋上的噪音對應政策，兒島站不再停靠，JR四國乘務員負責全車程的工作。
- 1990年：

- 7月：來往岡山的班次增設指定席。
- 11月21日：急行「阿波」昇格至を「渦潮」，總數增至13個來回班次，當中3來回直通至牟岐線，其中2上行及1下行延伸至海部站。高德線及牟岐線內的特急列車名稱統一。

- 1992年3月：阿佐海岸鐵道阿佐東線開，開始直通至甲浦站。
- 1993年：

- 10月：所有列車統一為3輛編成，其中1輛為指定席。
- 10月24日-29日：為配合第48屆日本國民體育大會，有以下臨時安排：

- 2來回班次臨時以181系列車運行
- 增結185系綠色車廂，令編成增至4輛至7輛不等
- 3班下行、2班上行臨時延長至岡山站
- 加開由高松至岡山的臨時列車86號。

- 1996年3月：6來回班次增設綠色車廂，包括來往岡山的2來回班次。
- 1998年：

- 3月14日：隨時間表改正作出下列修改：

- 岡山～德島間的所有班次及1來回高松～德島改由N2000系列車擔當
- 增加1來回班次至14來回
- 復於兒島站停車，兩社職員在此交替
- 牟岐線直通列車變更為1班上行、2班下行；原本2班上行、1班下行改為由劍山號列車取代
- 高松～德島之間最快55分鐘便可到達，中途只停志度及三木松

- 10月3日：5個來回班次改派N2000系列車行駛，再增加1來回班次至15來回；當時停止連結185系綠色車廂。

- 1999年3月13日：所有列車改由2000系列車行駛。並且將直通至牟岐線的班次全數分離，改稱為「室戶號列車」，並安排1班劍山號列車駛入牟岐線內。

### 2000年代
- 2001年3月3日：隨時間表改正作出下列修改：

- 1班改為從予讚線伊予西條站發出
- 坂出站變為通過站，改停車於宇多津站，並開始與南風號列車併解

- 2002年：由JR西日本派出的181系國鐵特急塗色列車被安排行駛於高松站→德島站。
- 2003年10月1日：由伊予西條開出的班次改歸石鎚號列車系統。
- 2005年3月1日：增加1回班次，總數為16來回共32班。
- 2008年3月15日：實施全車禁煙[8]。

### 2010年代
- 2011年3月12日：隨時間表改正作出下列修改：

- 廢除L特急的稱呼
- 讚岐白島站增加1來回停車
- 4號固定為每日5輛編成，回高松後再解結，3號改為2輛編成，另加開1班下行（新5號），以餘下的3輛編成開出，下行增至17班，總數變成33班。

- 2012年3月17日：隨時間表改正作出下列修改：

- 栗林站、屋島站、引田站、板野站、勝瑞站增加停車班次，但勝瑞站只屬臨時性停車。栗林站及板野站變為全日停車。
- 4號於周末及假日縮短為4輛編成；5號於周末及假日縮短為2輛編成；33號於周五、周末及假日縮短為2輛編成

- 2014年3月15日：29號加停讚岐白鳥站[11]。
- 2016年3月26日：隨時間表改正作出下列修改：

- 增加三班停靠Orange Town站（1、30、32號）

- 增加一班停靠讚岐白鳥站（30號）

- 2017年12月2日：9、14、15、20、21、26號改用2600系列車[13]。
- 2018年3月17日：隨時間表改正作出下列修改：

- 增加1往復班次採用2600系列車
- 增設06:12高松站開出的班次（新1號）
- 取消23:20高松站開出的班次（舊33號），整體班次數目不變

- 2019年：

- 3月16日：時間表改正，33號加停Orange Town站。
- 9月27日起：4、5、7、10、12、15、18、21、24、25、27、28、30、31、33號轉換為2700系列車。

### 2020年代
- 2020年：

- 時間表改正，取消30號停靠讚岐白鳥站，同時增加部份班次的指定席數量。
- 受2019冠状病毒病影響，班次作出了不同程度的調節：

- 4月10日：14、17號停駛
- 4月29日：8、11號停駛
- 5月2日至6日：1、7、10、15、18、20、21、23、24、26、27、30、33號（3/5-5/5）停駛。
- 5月16日：21、23、24、26及27號復運，其餘仍然停駛。
- 6月13日：除8、11、14及17號繼續停駛外，其餘班次復駛。
- 7月18日：3、6、13、16、19、22、29號更換為2700系列車，N2000系從定期班次中退出。
- 7月19日：2號更換為2700系列車。